# Солтыс
Солтыс (также шультгейс или солтис, от лат. Scultetus, sculteus через нем. Schultheiß, Schultheiss, Schulz) — в Германском королевстве должностное лицо, назначаемое королём, для наблюдения за исполнением представителями той или иной общины своих обязанностей перед королём; уполномоченный графа, который действовал в границах сотни. С XII века появились должности сельского шультгайса (шульца) — должностного лица, назначенного сеньором, судьи сельского суда; и городского шультгайса в городах, которые находились под юрисдикцией феодалов. На землях Речи Посполитой от XIV века шультгайсу соответствовала должность солтыса в селах, основанных на немецком праве.
Задачами солтыса были управление своим селом и сбор налогов для короля.
Должность солтыса может быть сравнена с должностью мэра города или председателя сельсовета. В настоящее время должность «солтыс» сохранилась в Польше, где солтыс является главой низшей, не имеющей юридического лица, территориальной единицы солецства — вспомогательного подразделения гмины.

## На Украине
Название «солтыс» использовалось для обозначения должностного лица в деревне на землях Западной Украины под властью Польши, назначенного феодалом для сбора оброка и осуществления судебных обязанностей. На территории современной Украины известны с XIV века, в Закарпатье — с XVI века. Должность просуществовала до XIX века.

### В 1933—1939 годах
Выборная должность с тем же названием существовала в сёлах Западной Украины также в 1933—1939 годах. Солтысы избирались общественным советом, утверждались старостой повята и выполняли распорядительные функции.